# Północno-wschodnia rubież etnograficzna
Północno-wschodnia rubież etnograficzna – koncepcja etnograficznej odrębności północno-wschodniej i południowo-zachodniej części Polski, wysunięta po raz pierwszy przez Kazimierz Moszyńskiego. Nazywana też rubieżą mazursko-wołyńską.
Zgodnie z interpretacją Moszyńskiego część północno-wschodnia nawiązuje do kultury ludowej Polesia i Białorusi i związana jest z terenami lesistymi. Część południowo-zachodnia jest przedłużeniem obszaru kulturowego rozciągającego się od Europy Zachodniej i Środkowej aż po Ukrainę, związana z ludnością rolniczą i gęsto zaludniona, co sprzyjało dyfuzji kulturowej na szeroką skale oraz rozwojowi gospodarczemu. Różnice te odzwierciedlane są w różnicach językowych i kulturze materialnej (rubież północno-wschodnia wyznaczała m.in. granicę zasięgu niektórych narzędzi rolniczych).

## Znaczenie
Do koncepcji północno-wschodniej rubieży etnograficznej odnosił się m.in. Jan Czekanowski, uważając ją za związaną z ekspansją i podziałem ludów indoeuropejskich. Zygmunt Kłodnicki ocenił istnienie rubieży Moszyńskiego za potwierdzone na podstawie wyników badań na potrzeby Polskiego Atlasu Etnograficznego.